# あなた (パーソン・オブ・ザ・イヤー)
『タイム』誌は2006年のパーソン・オブ・ザ・イヤーに「あなた」（You）を選出した。「あなた」とは「ウィキペディアなどのウィキ、YouTube、MySpace、FacebookといったWeb 2.0のWebサイトにコンテンツを投稿している多数の人々」を指しており、これはその代表として（今この雑誌を読んでいる）「あなた」を表彰するという意味である。
これ以前にも、1982年の「マシン・オブ・ザ・イヤー」に選ばれたパーソナルコンピュータや、人々の集団、運動など、無生物や特定の人物以外が選出されたことはあったが、「あなた」という選択は、ポップカルチャーのギミックになりすぎているとして、『アトランティック』などのコメンテーターから批判を集めた。2014年の『デイリーニューズ』紙の記事では、『タイム』誌の歴史の中で最も物議を醸した10のパーソン・オブ・ザ・イヤーの1つとして、この「あなた」を挙げている。

## 背景
これまでのパーソン・オブ・ザ・イヤーは、歴史的に重要な人物が選ばれてきたが、名声ではなく悪評のある人物も選出されている（1938年のアドルフ・ヒトラー、1979年のホメイニなど）。1982年には「マシン・オブ・ザ・イヤー」としてパーソナルコンピュータが、1988年には「プラネット・オブ・ザ・イヤー」として「危機にある地球」が選出された。人の集合や複数の個人を象徴するものが選出されたこともある（1960年の「アメリカの科学者」など）。
他のメディアによる同様の賞では、オンラインコミュニティとユーザー生成コンテンツの重要性が高まっていることが、既に認識されていた。『ビジネス2.0』誌が2006年7月に発表した「今重要な50人」の第1位は「あなた!」(You!)だった。ABCニュースは2006年の「ピープル・オブ・ザ・イヤー」をブロガーとした。

## 決定
『タイム』誌における例年と同様のプロセスに従って、各ニュース発信者が様々な候補を提案した。11月には、「あなた」(You)もしくは「YouTubeガイ」(YouTube guys)が最有力候補として浮上した。読者の意見はオンラインで募集された。最終決定は、編集長のリチャード・ステンゲルが行った。
2006年のパーソン・オブ・ザ・イヤーは、同誌の2006年12月25日号で発表された。表紙には、ディスプレイにYouTubeのようなビデオプレーヤーが表示されたiMacが掲げられている。動画を表示する部分には鏡のように反射する素材（BoPET）が貼られており、雑誌を手に取った人の顔がオンラインコンテンツとしてそこに映り込むことを意図していた。動画の残り時間は、2006年に引っ掛けて"20:06"となっている。本文では、NBCのニュースアンカーのブライアン・ウィリアムズと、『タイム』誌編集者のレフ・グロスマン、リチャード・ステンゲルが、新しいユーザー主導メディアについて解説している。

## 批評
この選択は、2006年の出来事を形作った多くの著名人の存在を無視した近視眼的な仕掛けであると批判された。評論家のポール・ケドロスキー(Paul Kedrosky)は、この賞を「信じられないほどのやり口」と呼んで非難したが、一方で、この賞が「ユーザー生成コンテンツが、ある種の短期的な市場のトップになる」ことを示したのではないかと推測している。コメンテーターのケビン・フリードル(Kevin Friedl)は、賞と表紙のデザインが、映画『ビッグ・リボウスキ』の主人公の男が見る鏡を思い起こさせると指摘し、その鏡に映った視聴者の姿が「パーソン・オブ・ザ・イヤー」の枠にはめられていると指摘した。
2012年12月、ジャーナリストのデビッド・A・グラハム(David A. Graham)は『アトランティック』誌に、タイム社が「精彩を欠いた選択のパターン」を示し、そのプロセスの全体的なプロモーションの性質はニュースとして扱われるべきではなく、単なるマーケティングとして見るべきだと書いた。彼は、「Twitterのプロフィールに、皮肉を込めて『2006年のパーソン・オブ・ザ・イヤー』と記載している人に嫌気が差していない人はいるだろうか」と書いている。
さらに、この決定は、イデオロギー的、偽善的、政治的なものであるとしても批判を集めた。発表の数週間前、『タイム』誌は「パーソン・オブ・ザ・イヤーは誰にすべきか」というオンライン投票を実施した。その結果、ベネズエラのウゴ・チャベス大統領が35%の票を獲得し、2位以下に大差をつけて1位となった。2位はイランのマフムード・アフマディーネジャード大統領だった。『タイム』誌はパーソン・オブ・ザ・イヤーの発表でこれらの結果に言及しておらず、批評家たちは、タイム社が読者の間の世論の意見を割り引いていると主張している。タイム社の支持者は、オンライン投票は科学的価値がないので、代表的なものではないと主張している。オンライン投票の結果へのハイパーリンクは削除されている。2014年の『デイリーニューズ』紙の記事では、『タイム』誌の歴史の中で最も物議を醸した10のパーソン・オブ・ザ・イヤーの1つとして2006年の「あなた」を挙げ、読者投票の首位はベネズエラのウゴ・チャベス大統領とイランのマフムード・アフマディーネジャード大統領だったことを示した上で、2006年のニュースメーカーはこれらの二者の方がふさわしいとしている。